# Scott Speed

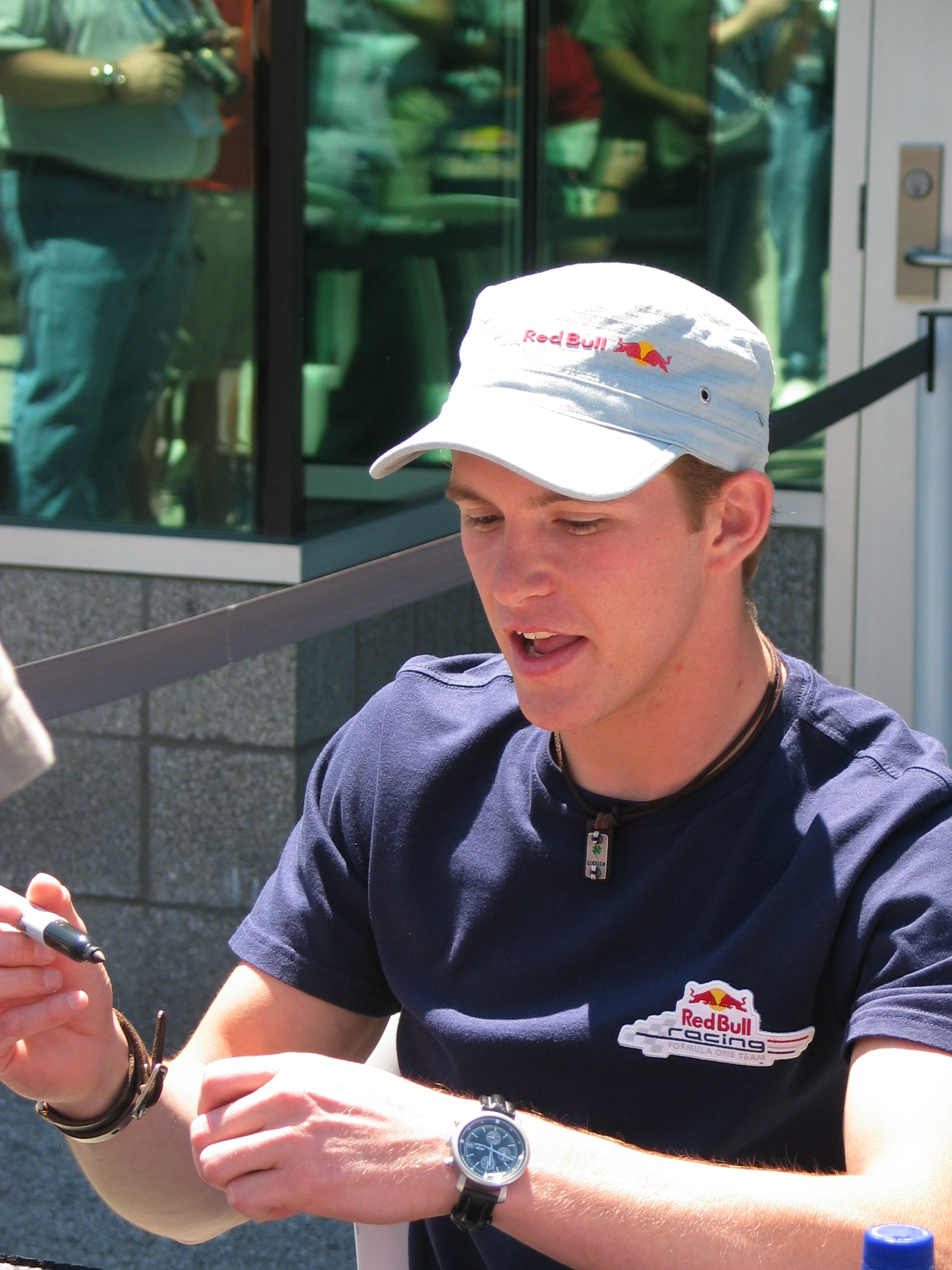
Scott Speed al Gran Premi dels Estats Units

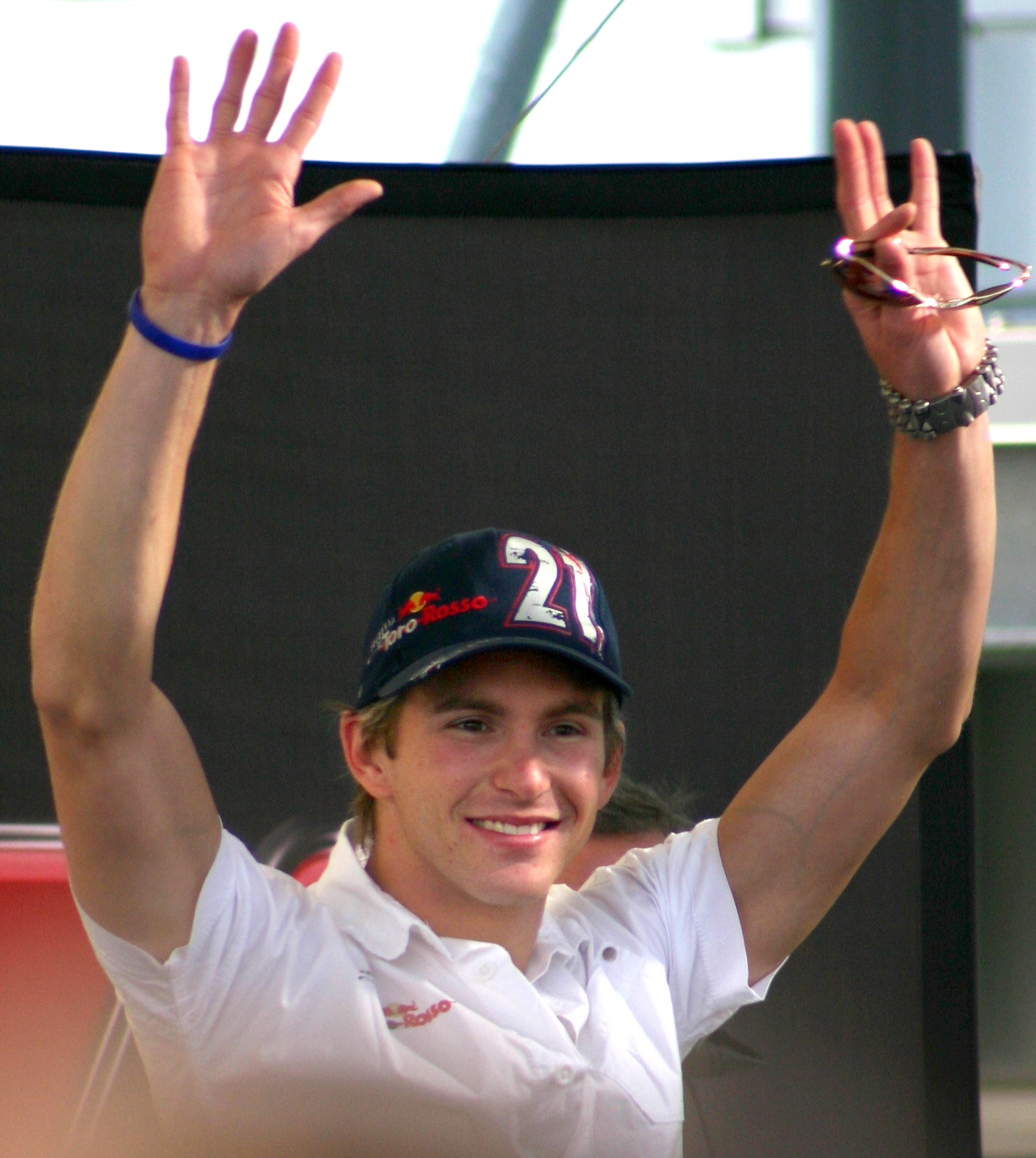
Scott Speed

Scott Andrew Speed (Manteca, Califòrnia, 24 de gener de 1983) és un pilot de Fórmula 1 estatunidenc.
La carrera de Scott va començar als dotze anys al karting, on va estar des de l'any 1995 fins a l'any 2000. Va pujar a les Fórmula series l'any 2001, amb l'equip US Formula Russell i va ser-ne el campió. Va córrer l'any 2002 a la US Barber Formula Dogde i a la US Star Mazda Series.
L'any 2005 Speed va obtenir una plaça a la GP2 amb l'equip iSport. Per altra banda, al Gran Premi del Canadà d'aquest mateix any, Speed va provar un Fórmula 1 de l'escuderia Red Bull Racing. Mesos després l'escuderia va confirmar la participació de Speed a la Temporada 2006 de Fórmula 1. Scott Speed va debutar a la F1 al G.P. de Bahrain.

## Palmarès a la F1
| Temporada | Equip               | Nº | Curses | Poles | Victòries | Posició global |
| 2006      | Scuderia Toro Rosso | 21 | 18     | 0     | 0         | 13è            |

### Palmarès a la GP2
| Temporada | Equip                | Nº | Curses | Poles | Victòries | Posició global |
| 2005      | iSport International | 50 | 13     | 1     | 0         | 3r             |